# Marcel Heslinga
Marcel Heslinga is een Nederlands voormalig voetballer. Hij stond onder contract bij FC Zwolle. Hij speelde als middenvelder.

## Statistieken
| Seizoen | Club      | Land      | Competitie     | Wed. | Goals |
| ------- | --------- | --------- | -------------- | ---- | ----- |
| 1993/94 | FC Zwolle | Nederland | Eerste divisie | 9    | 0     |
| Totaal  | Totaal    | Totaal    | Totaal         | 9    | 0     |